# Gaius Avidius Nigrinus
Gaius Avidius Nigrinus (gestorven 118) was een Romeinse senator en consul suffectus in het jaar 110. Van 113 tot zijn dood was hij gouverneur van de Romeinse provincie Dacia. Hij was een telg uit de Gens Avidia, zijn oom was Tiberius Avidius Quietus. Zijn dochter was Avidia, de moeder van keizer Lucius Verus.
De overgang van keizer Trajanus naar keizer Hadrianus verliep niet vlekkeloos. Zij die bezwaar hadden geuit werden geëxecuteerd, waaronder Gaius Avidius Nigrinus, Aulus Cornelius Celsus, Aulus Cornelius Palma Frontonianus en Lusius Quietus.